# Orthetrum julia
Orthetrum julia är en trollsländeart. Orthetrum julia ingår i släktet Orthetrum och familjen segeltrollsländor. IUCN kategoriserar arten globalt som livskraftig.

## Underarter
Arten delas in i följande underarter:
- O. j. capicola
- O. j. falsum
- O. j. julia

## Bildgalleri

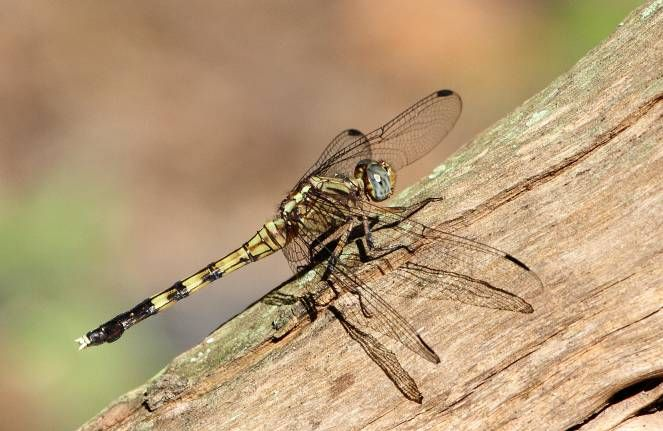